# 联合卫理公会教堂
联合卫理公会教堂（Union Methodist Episcopal Church）是一个历史悠久的卫理公会教堂，位于美国宾夕法尼亚州费城北中社区。它是由著名的费城建筑师Hazelhurst & Huckel设计，罗马式风格，建于1888年至1889年。
教堂内部分为两层，一楼为主日学。1930年代，该堂出售给琼斯会幕卫理公会教堂。
联合卫理公会教堂于1980年被列入国家史迹名录。